# ONE PIECE SONG Collection
『ONE PIECE SONG Collection』（ワンピース ソング コレクション）は、テレビアニメ『ONE PIECE』のボーカルアルバム。2000年7月20日に日本コロムビアから発売された。

## 概要
テレビアニメ『ONE PIECE』の初のアルバムで、テレビアニメの主題歌やキャラクターソングが収録されている。 CDジャケットには、モンキー・D・ルフィ・ロロノア・ゾロ・ナミ・ウソップ・サンジ・シャンクス・ジャンゴがプリントされている。

## 収録曲
1. ウィーアー! [4:00]
歌：きただにひろし
作詞：藤林聖子、作曲：田中公平、編曲：根岸貴幸
2. キャラヴェルFAREWELL〜進め!ゴーイング・メリー号 [5:00]
歌：きただにひろし
作詞：藤林聖子、作曲：田中公平、編曲：多田彰文
3. サンジThe Creat Blue〜デザートはキミ [5:00]
歌：サンジ（平田広明）
作詞：藤林聖子、作曲：田中公平、編曲：村瀬恭久
4. Spirit of ZORO [3:00]
歌：ロロノア・ゾロ（中井和哉）
作詞：藤林聖子、作曲：田中公平、編曲：村瀬恭久
5. MUSIC [4:00]
歌：ナミ（岡村明美）
作詞：藤林聖子、作曲：田中公平、編曲：岩崎文紀
6. ウソップ☆ドロップ [3:00]
歌：ウソップ（山口勝平）
作詞：藤林聖子、作曲：貴三優大、編曲：稲葉成秀
7. WANTED! [4:00]
歌：モンキー・D・ルフィ（田中真弓）
作詞：藤林聖子、作曲：田中公平、編曲：岩崎文紀
8. 1.2.ジャンゴ! [4:00]
歌：ジャンゴ（矢尾一樹）
作詞：藤林聖子、作曲：貴三優大、編曲：稲葉成秀
9. 麦わらのジョリーロジャー [3:00]
歌：きただにひろし
作詞：藤林聖子、作曲：貴三優大、編曲：岩崎文紀
10. 片翼の鷹 [3:00]
歌：志村一繁
作詞：藤林聖子、作曲：田中公平、編曲：松尾早人
11. Sea Moon See you [4:00]
歌：サンジ（大谷育江）
作詞：藤林聖子、作曲・編曲：貴三優大

## タイアップ
| 曲名        | タイアップ                                  | 補考                                      |
| ----------- | ------------------------------------------- | ----------------------------------------- |
| ウィーアー! | テレビアニメ『ONE PIECE』オープニングテーマ | きただにひろしの1作目のシングル。         |
| MUSIC       | テレビアニメ『ONE PIECE』挿入歌             | シングル「ウィーアー!」のカップリング曲。 |